# 全国工业复兴法
《全国工业复兴法》（英語：National Industrial Recovery Act of 1933, NIRA，又譯為全国產業復興法）是美国国会于1933年製訂的劳工法案和消费者保护法案，授权总统富兰克林·罗斯福订立行业法规，以营造公平的行业竞争环境，并稳定物价，从而刺激大萧条后的经济复苏，1933年6月16日由罗斯福总统签署生效。该法案授权成立公共工程管理局，以规划全国公共工程建设，以此降低失业率、提高购买力。国家复兴管理局（NRA）亦依此成立，负责指导订立行业公平竞争法规。国家复兴管理局在1933年广受赞誉，但自1934年开始陷入争议，部分企业对其看法逐渐恶化。1935年，美国最高法院裁定此法案违宪，法案就此失效。
该法案是罗斯福新政立法计划的一部分。該法案试图结束公司间残酷的竞争，迫使产业拿出行规，在特定行業对所有公司建立业务规则，如最低价格、无竞争协议与生产限制等等。产业领袖需进行行规谈判，而谈判得出的行规得由当时的管理局官员批准，且必須以提高工资作為得到批准的必需条件。该法案鼓励联盟，中止反托拉斯法。法案第7条第1款规定劳工享有同企业主签订集体合同的权利，一度在两院皆引起争议（参议院尤甚），不过最终都获准通过。国家复兴管理局指导起草了大量具争议性的行业法规，导致罗斯福及其新政失去大量支持。
无论是在20世纪30年代还是当今，《全国工业复兴法》都被史学界视为一次政策失误。其失败的内因众说纷纭，一些说法包括该法案助长垄断，妨害经济；法案缺乏商界支持；法案的执行工作运转不佳等。法案鼓励劳工结成工会组织，导致严重的劳工动乱。由此带来的种种社会问题及隐患，《全国工业复兴法》都难以有效解决，迫使国会于1935年通过《全国劳工关系法》，继续试图调整劳资关系。